# Lokomotiva 169
Lokomotiva řady 169 byla prototypová elektrická lokomotiva na stejnosměrný proud vyrobená v jediném kuse plzeňskou firmou Škoda v roce 1987 (tovární typ 85E). Měla se stát základem nové, tzv. III. generace elektrických lokomotiv, jejichž dodávky měly pokračovat plánovanou sériovou výrobou lokomotiv předběžně označených jako řada 170, jejichž výroba se však již neuskutečnila. Během své existence si vysloužila pro své motory přezdívku „asynchron“.

## Konstrukce
Lokomotiva je skříňová, se dvěma koncovými stanovišti strojvedoucího, mezi nimi se nachází strojovna. Má dva dvounápravové podvozky, které byly vyvinuty již roku 1985. Lokomotiva byla původně vybavena pomaloběžnými střídavými asynchronními motory, které obepínaly nápravy. Lokomotiva tak neměla převodovky, z dutého hřídele rotoru se hnací moment přenášel ojničkami. Lokomotiva s pomaloběžnými motory se příliš neosvědčila, zejména rozjezd s větší zátěží býval problematický. Proto byla vybavena novými podvozky s rychloběžnými motory a nápravovými převodovkami. Motory byly napájeny přes proudový střídač. Kromě vzduchových brzdných systémů a ruční brzdy měla lokomotiva i elektrodynamickou brzdu, která měla sloužit v provozu jako hlavní.

## Provoz
Lokomotiva nebyla nikdy v majetku ČSD ani ČD, byla těmto společnostem pouze pronajímána. V provozu byla zkoušena na tratích Praha–Beroun a Praha–Nymburk. Od roku 1991 byla jako pronajatá lokomotiva deponována v depu Nymburk, v roce 1994 byla výrobcem za cenu šrotu prodána firmě První správkárenská, která ji do roku 1996 pronajímala Českým drahám. Od roku 1997 ji měla v pronájmu firma ČMKS Holding, ale lokomotiva již nebyla provozní a až do roku 2003 byla odstavena v České Třebové. I když stále existovala možnost stroj opravit do provozuschopného stavu, nestalo se tak a později byla přepravena zpět do areálu firmy Škoda Plzeň, kde měla být využita při ověřování pojezdu a pohonu řady 380. Nutno dodat, že lokomotiva byla od začátku chápána jako zkušební prototyp k ověřování životaschopnosti a použitelnosti nových technologií a jako taková se plně osvědčila a ukázala kudy ano a kudy cesta nevede. Po odjetí všech zkoušek měla být sešrotována. Protože se u řady 169 nikdy nepočítalo se sériovou výrobou, nevznikla k ní ani potřebná homologační dokumentace a její absence byl i skutečný důvod proč po vzniku Drážního úřadu v polovině 90tých let který tuto dokumentaci požaduje byl Asynchron odstaven bez možnosti znovuvyjetí. Ve Škodě Plzeň byla lokomotiva rozebrána, ale k využití pro zkoušky nakonec nedošlo. Po roce 2010 se objevily snahy o opravu lokomotivy alespoň do vystavovatelného stavu pro plzeňské centrum Techmania, ale mezitím byly sešrotovány některé části lokomotivy a kvůli tomu nakonec z těchto úvah sešlo. Značně nekompletní vrak stroje, který měl předznamenat zcela novou generaci škodováckých lokomotiv, tak chátral i nadále odstaven na dvoře v areálu závodu, kde byl vyroben, až do roku 2020, kdy byl doslova několik dní před odvozem do šrotu odkoupen firmou Českomoravská železniční opravna (ČMŽO). Ta měla v plánu do jednoho roku stroj uvést do vystavovatelného stavu  (o "opravě" zde snad ani nelze hovořit, značná část součástí chyběla úplně a bylo je nutno zcela nově vyrobit) a umístit ho před svůj areál. Kvůli potížím způsobeným covidovou pandemií došlo sice ke zpoždění, ale nakonec svůj slib firma splnila a 9. srpna 2024 v podvečerních hodinách byla lokomotiva umístěna před budovu ČMŽO v Přerově na Kojetínské ulici. Fanoušci tak získali vysněný pomník (ve který už téměř nikdo nevěřil) pro ve své době jeden z nejpokrokovějších zkušebních prototypů v Evropě  a firma ČMŽO nepřehlédnutelnou reklamu své práce. V neposlední řadě se jedná i o ukázku přístupu zúčastněných aktérů k dědictví našich předků a ukázku hrdosti na vlastní práci.

## Význam

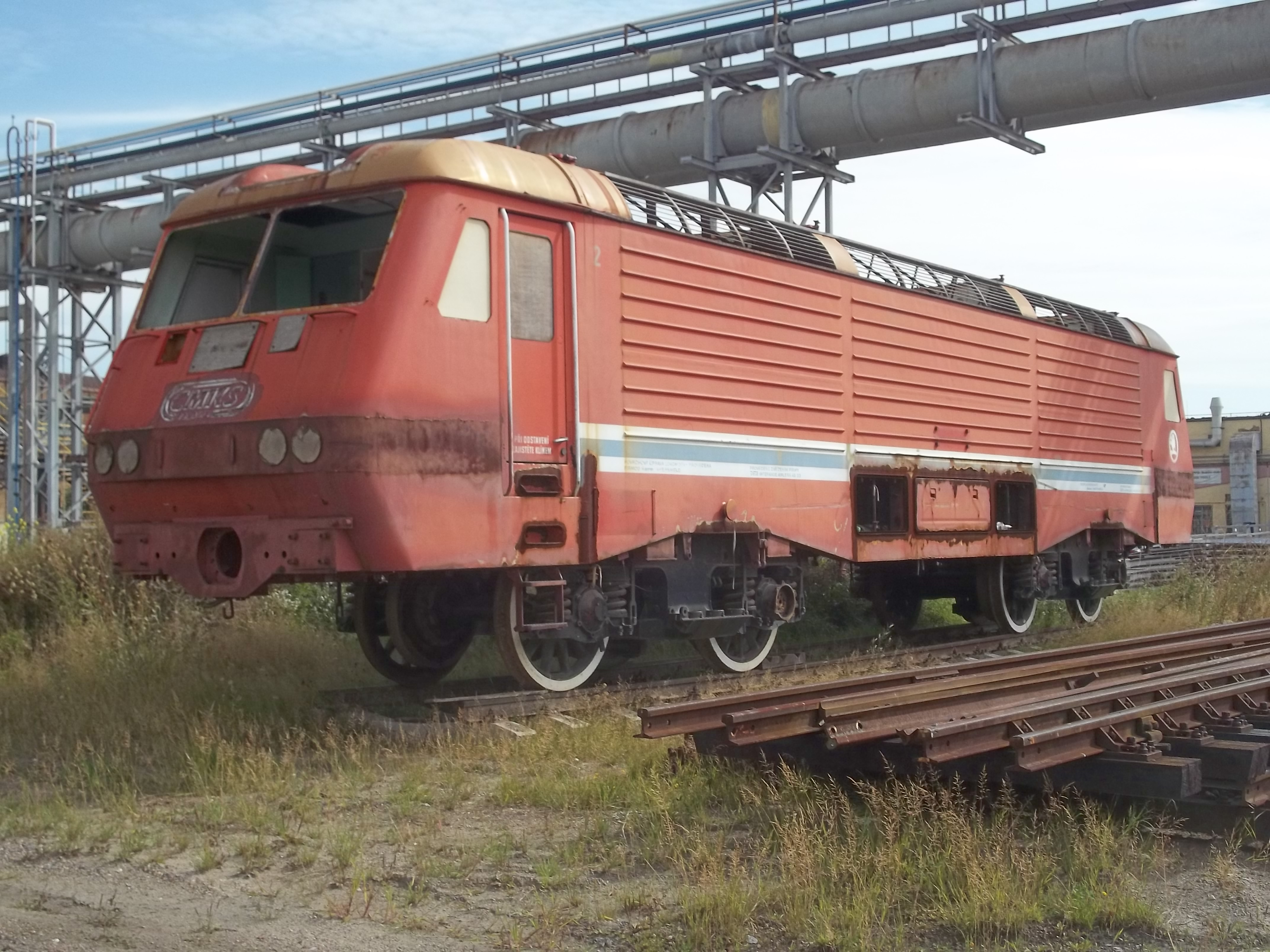
Lokomotiva 169.001

Řada 169 se měla stát základem nové koncepce elektrických lokomotiv Škoda určených pro obnovu lokomotivního parku Československých státních drah.[zdroj?]